# 邝正文
邝正文（1907年9月—1997年8月），广东台山人，土木结构专业三级教授，主要从事钢筋混凝土结构研究。

## 生平
邝正文出身于台山的华侨家庭，就读于菲律宾天主教聖多默大學。毕业后在岭南大学土木系任教。
1952年中国高校院系调整时调入华南工学院（现华南理工大学），获评定为三级教授。在校期间主要从事钢筋混凝土结构研究，主讲相关课程。曾主持修建华南理工大学图书馆，此后与罗明燏教授一起设计了广东顺德人民礼堂，开创了大跨度（55x25 m）钢筋混凝土薄壳拱顶设计，并应用在了广州军区体育馆（33x32m）等3栋薄壳建筑。

## 著作
- 《钢筋混凝土结构》
- 《新钢筋混凝土结构学》
- 《砖石结构》
- 《圬工及基础（英文版）》